# Ácido metilmalônico
Acido metilmalônico é um composto químico do grupo dos ácidos dicarboxílicos. É constituído pela estrutura básica do ácido malónico e contém também um grupo metilo. Os sais do ácido metilmalónico são denominados metilmalonatos. 

## Metabolismo

Via de metabolismo do propionato com ácido metilmalónico como subproduto

O ácido metilmalónico é um subproduto da via do metabolismo do propionato. As fontes de partida para este produto são as seguintes, com as respectivas contribuições aproximadas para o metabolismo do propionato em todo o organismo entre parêntesis:
- aminoácidos essenciais: metionina, valina, treonina e isoleucina[4] (~ 50%)[3]
- ácidos gordos de cadeia ímpar[4] (~ 30%)[3]
- ácido propiónico proveniente da fermentação bacteriana[4] (~ 20%)[3]
- cadeia lateral do colesterol[4]
- timina[5]

O derivado do propionato, propionil-CoA, é convertido em D-metilmalonil-CoA pela propionil-CoA carboxilase e depois convertido em L-metilmalonil-CoA pela metilmalonil-CoA epimerase. A entrada no ciclo de Krebs ocorre através da conversão de L-metilmalonil-CoA em succinil-CoA pela L-metilmalonil-CoA mutase, sendo necessária a vitamina B12 sob a forma de adenosilcobalamina como coenzima. Esta via de degradação do propionil-CoA em succinil-CoA representa uma das vias anapleróticas mais importantes do ciclo de Krebs. O ácido metilmalónico é formado como um subproduto desta via metabólica quando o D-metilmalonil-CoA é clivado em ácido metilmalónico e CoA pela D-metilmalonil-CoA hidrolase. A enzima acil-CoA sintetase membro da família 3 (acyl-CoA synthetase family member 3, ACSF3) é, por sua vez, responsável pela conversão do ácido metilmalónico e do CoA em metilmalonil-CoA.

## Relevância clínica

### Deficiência de vitamina B12
O aumento dos níveis de ácido metilmalônico pode indicar uma deficiência de vitamina B12, quanto mais elevado, maior a deficiência da vitamina. No entanto, ele é sensível (aqueles com deficiência quase sempre apresentam resultado positivo), mas não específico (aqueles que não têm deficiência de vitamina B12 podem ter níveis elevados de ácido metilmalônico detectados, assim como em casos de insuficiência renal, na gravidez, doenças da tireoide, condições de hemoconcentração e no aumento intestinal de bactérias produtoras de ácido propiônico). O ácido metilmalônico está elevado em 90 a 98% dos pacientes com deficiência de vitamina B12. Sua especificidade é menor, pois 20-25% dos pacientes com mais de 70 anos têm níveis elevados de ácido metilmalónico, mas 25-33% deles não têm deficiência de vitamina B12. Por esse motivo, o teste de ácido metilmalónico não é recomendado rotineiramente em idosos.

### Doenças metabólicas
Um excesso está associado às acidemias metilmalônicas.
Se os níveis elevados de ácido metilmalônico forem acompanhados por níveis elevados de ácido malônico, isso pode indicar a doença metabólica acidúria malônica e metilmalônica combinada (combined malonic and methylmalonic aciduria, CMAMMA). Ao calcular a relação entre o ácido malônico e o ácido metilmalônico no plasma, a CMAMMA pode ser diferenciada da acidemia metilmalônica clássica.

### Cancro
Além disso, o acúmulo de ácido metilmalónico no sangue com a idade foi associado à progressão de tumores em 2020.

### Crescimento bacteriano excessivo no intestino delgado
O crescimento excessivo de bactérias no intestino delgado também pode levar a níveis elevados de ácido metilmalônico devido à competição das bactérias no processo de absorção da vitamina B12. Isso se aplica à vitamina B12 proveniente de alimentos e de suplementação oral e pode ser contornado por injeções de vitamina B12. Também há a hipótese, a partir de estudos de casos de pacientes com síndrome do intestino curto, de que o supercrescimento bacteriano intestinal leva ao aumento da produção de ácido propiónico, que é um precursor do ácido metilmalônico. Foi demonstrado que, nesses casos, os níveis de ácido metilmalônico voltaram ao normal com a administração de metronidazol.

## Medida
As concentrações de ácido metilmalónico no sangue são medidas por espectrometria de massa com cromatografia gasosa ou LC-MS e os valores esperados de ácido metilmalónico em pessoas saudáveis estão entre 73 e 271 nmol/L.